# Зубова, Екатерина Алексеевна
Екатерина Алексеевна Зубова (13 февраля 1992, Онега, Архангельская область) — российская биатлонистка, чемпионка и призёр чемпионата России, трёхкратная чемпионка мира среди юниоров. Мастер спорта России.

## Биография
Представляет Центр спортивной подготовки «Поморье» (Архангельск) и Архангельскую область. Тренеры — А. М. Некрасов, Н. К. Некрасова.
На чемпионате мира среди юниоров 2011 года в Нове-Место выступала в категории «до 19 лет» и стала трёхкратной чемпионкой — в спринте, гонке преследования и эстафете, а также заняла 15-е место в индивидуальной гонке. Однако в более старших возрастах на международном уровне не выступала.
В 2015 году завоевала серебряную медаль чемпионата России в масс-старте. В 2017 году стала чемпионкой страны в марафоне. Становилась победительницей этапов Кубка России, а в сезоне 2014/15 заняла третье место в общем зачёте Кубка страны.

## Личная жизнь
Окончила Всероссийский финансово-экономический институт (Архангельск). Увлекается дизайном интерьеров и готовкой.